# Noyelles-sur-Sambre
Noyelles-sur-Sambre é uma comuna francesa na região administrativa de Altos da França, no departamento do Norte. Estende-se por uma área de 6.49 km². Em 2010 a comuna tinha 279 habitantes (densidade: 43 hab./km²).